# Jørgen Skov
Jørgen Skov (* 12. November 1925 in Kopenhagen; † 28. März 2001) war ein dänischer Kameramann.

## Werdegang
Nach einer Ausbildung als Porträtfotograf, die er 1945 abschloss, arbeitete Jørgen Skov zweieinhalb Jahre lang als Kameraassistent bei Nordisk Film. Seit 1948 war er dort als Kameramann für Kurzfilme tätig, seit 1949 für Spielfilme; 1961 wurde er Chefkameramann. Von 1962 bis 1969 war er Vorsitzender des Dänischen Verbandes der Filmkameraleute (Dansk Filmfotograf Forbund). Er arbeitete vor allem mit dem Regisseur Erik Balling zusammen. 1973 verließ er die Filmbranche und leitete bis zu seiner Pensionierung 1991 den Theater- und Konzertsaal im Hvidovre-Kommunikationszentrum.

## Filmografie
- 1947: Ta' hvad du vil há (Kameraassistenz)
- 1947: Verflixte Rangen (De pokkers unger; Kameraassistenz)
- 1947: Røverne fra Rold (Kameraassistenz)
- 1948: Rebildfesten 4. juli 1948 (Dokumentarfilm)
- 1948: Penge som græs (Kameraassistenz)
- 1949: Tallenes tale (Dokumentarfilm)
- 1949: For frihed og ret
- 1950: Vesterhavsdrenge
- 1951: Mød mig på Cassiopeia
- 1951: Fabrikken Caroline (Dokumentarfilm)
- 1952: The pattern of co-operation (Dokumentarfilm)
- 1952: 2 minutter for sent
- 1952: Vi arme syndere
- 1953: Sønnen
- 1953: Grundloven af 5. juni 1953 (Dokumentarfilm)
- 1953: Thit Jensen (Dokumentarfilm)
- 1954: Kongeligt besøg
- 1954: Det er så yndigt at følges ad
- 1954: Jan går til filmen
- 1955: På tro og love
- 1957: En kvinde er overflødig
- 1958: Pigen og vandpytten
- 1958: Goldene Berge (Guld og grønne skove)
- 1959: Einesteils der Liebe wegen (Poeten og Lillemor)
- 1959: Helle for Helene
- 1960: Verliebt in Kopenhagen (Forelsket i København; ergänzende Aufnahmen)
- 1960: Einesteils der Liebe wegen – 2. Teil (Poeten og Lillemor og Lotte)
- 1960: Flemming og Kvik
- 1961: Einesteils der Liebe wegen – 3. Teil (Poeten og Lillemor i forårshumør)
- 1961: Cirkus Buster
- 1962: Den kære familie
- 1962: 79 af stöðinni
- 1963: Hvis lille pige er du?
- 1963: Drei Mädchen in Paris (3 piger i Paris)
- 1964: Sommer i Tyrol
- 1964: Tod bei Tisch (Døden kommer til middag)
- 1964: Paradis retur
- 1965: Mor bag rattet
- 1965: Landmandsliv
- 1965: Kaliber 7,65 – Diebesgrüße aus Kopenhagen (Slå først, Frede)
- 1964: 2 × 2 im Himmelbett (Halløj i himmelsengen)
- 1966: Slap af, Frede!
- 1966: Tre små piger
- 1967: Martha
- 1967: Jeg er sgu min egen
- 1968: Mig og min lillebror og storsmuglerne
- 1968: Det var en lørdag aften
- 1968: Sådan er de alle
- 1969: Die Olsenbande in der Klemme (Olsen-banden på spanden)
- 1969: Klabautermanden
- 1970: Løgneren (ergänzende Aufnahmen)
- 1970: Rend mig i revolutionen
- 1970–1974: Oh, diese Mieter (Huset på Christianshavn; Fernsehserie)
- 1971: Die Olsenbande fährt nach Jütland (Olsen-banden i Jylland)
- 1971: Ballade på Christianshavn
- 1971: Hændeligt uheld
- 1972: Manden på Svanegården
- 1972: Die Olsenbande und ihr großer Coup (Olsen-bandens store kup)
- 1973: Die Olsenbande läuft Amok (Olsen-banden går amok)